# みんなの音楽室
みんなの音楽室（みんなのおんがくしつ）は、文化放送が制作し2024年9月30日から全国のラジオ局で放送中の音楽番組である。

## 概要
2013年度から2023年度まで11シーズンにわたってナイターオフの期間に放送してきた『ココロのオンガク 〜music for you〜』の枠を引き継ぎ、新しいラジオの音楽番組として放送する。
この番組は学校の「音楽室」をコンセプトに、リスナーが好きな楽曲を「みんなのリクエスト」として募り、エピソードとともに紹介する。
また、この番組では民音主催の「学校コンサート」というイベントと連動した企画を実施し、このイベントに参加した生徒の声も伝えることにしている。
ネット局は前番組の『ココロのオンガク 〜music for you〜』から4局減って31局となる。

## 放送期間
- ファーストシーズン（2024年ナイターオフ）：2024年9月30日 - 2025年3月28日（※文化放送他、一部ネット局は3月27日まで）
  - プロ野球中継のため、東北放送は10月2日、中国放送は10月7日より放送開始した。

## 放送時間
※JRN単独加盟局。
（この節の出典：）
- 月曜 - 金曜 18:45 - 19:00（文化放送・北海道放送・青森放送・IBC岩手放送・秋田放送・東北放送・山形放送・ラジオ福島・新潟放送・山梨放送・北日本放送・北陸放送・福井放送・静岡放送・和歌山放送・ラジオ大阪[注 2]・RSK山陽放送・中国放送[注 3]・山口放送・西日本放送・四国放送・南海放送・高知放送・九州朝日放送・長崎放送・大分放送・熊本放送・南日本放送）
  - 同 21:00 - 21:15（信越放送・琉球放送※）
  - 同 21:45 - 22:00（CBCラジオ※）

### 備考
- 北海道放送と九州朝日放送では、プロ野球中継を行う場合、21:45 - 22:00に放送枠を移動して放送する。
- 2024年12月24日は『ラジオ・チャリティ・ミュージックソン』放送にともない、中国放送は20:30 - 20:45に放送した。西日本放送と九州朝日放送は、同番組内で中断挿入して通常通り放送した。

## パーソナリティ
- 坂口愛美（文化放送アナウンサー）
  - ファーストシーズン開始2週目にあたる2024年10月7日（月曜日）には、ネット局の南海放送（坂口が文化放送入社直前まで所属していた愛媛朝日テレビと同じく、愛媛県を放送対象地域とする）の生放送番組『やのひろみの部屋』にゲストとして、同局の番組表上では2番組連続で出演。

## 出演したゲスト
- さとうもか（2024年10月24・25日）
- ワタナベタカフミ（INSPi）（同年12月5・6日）
- 高橋優（2025年1月22 - 24日）[注 4][X 1]
- 小川正人（一般社団法人ガストロノミーツーリズム推進機構 理事長）（同年1月30・31日）[X 2]